# Kūkaniloko
Kūkaniloko [Kukaniloko] („usidriti krik”) bila je havajska princeza te kraljica vladarica (Aliʻi Wahine) havajskog otoka Oʻahua, koja se smatra 11. vladarom tog otoka. Ona je vladala otokom po svome vlastitome pravu. 

## Biografija
Kūkaniloko je rođena na Oʻahuu te je bila kći kralja Piliwalea i unuka Kālonaikija. Majka Kūkaniloko se zvala Paʻakanilea te je Kūkaniloko imala sestru zvanu Kohipalaoa. Kūkaniloko je postala vladar nakon očeve smrti. Bila je prva vladarica cijelog otoka u povijesti Havaja. Održala je kraljevstvo Oʻahu mirnim i spokojnim. Njezin je muž bio poglavica Luaia s Mauija, s kojim je imala kćer Kalaʻimanuʻiju, koja ju je naslijedila.